# Burgstall Etzenberg
Der Burgstall Etzenberg ist eine abgegangene hochmittelalterliche Höhenburg bei 545 m ü. NHN 460 m südwestlich von Etzenberg, einem Gemeindeteil der Gemeinde Steinhöring im Landkreis Ebersberg in Bayern. Von der Pfarrkirche St. Gallus in Steinhöring liegt der Burgstall 1450 m in nordnordöstlicher Richtung.
Die Anlage wird als Bodendenkmal unter der Aktennummer D-1-7938-0008 als „Burgstall des hohen oder späten Mittelalters“ geführt.

## Beschreibung
Die kreisrunde Anlage besitzt einen Durchmesser von etwa 60 m. Sie liegt heute in einem Waldgebiet, 120 m oberhalb des Buchenwegs von Etzendorf.